# مریم دیاکیته
مریم دیاکیته (انگلیسی: Mariam Diakité؛ زادهٔ ۱۱ آوریل ۱۹۹۵) بازیکن فوتبال اهل ساحل عاج است.
وی همچنین در تیم ملی فوتبال زنان ساحل عاج بازی کرده‌است.